# ジアゾール
ジアゾール (diazole) は、炭素3原子と窒素2原子、そして二重結合を2個含む5員環構造の複素環式化合物のこと。分子式は C3H4N2 である。窒素の位置によって 2種の異性体（イミダゾール、ピラゾール）が存在する。
- イミダゾール（1,3-ジアゾール）

- ピラゾール（1,2-ジアゾール）